# 喜多見氏
喜多見氏（きたみし）は、鎌倉幕府の有力御家人・武蔵江戸氏の後裔の一族。武蔵江戸氏23代当主・江戸勝忠が徳川家康から喜多見の地を安堵され、喜多見氏を名乗ったのが始まりとされる。嫡流は喜多見藩藩主家となった。

## 概要
喜多見氏は、名族秩父氏の流れを汲む武蔵江戸氏の後裔の一族。江戸氏は平安時代後期に江戸郷を領地とした江戸重継を祖とし、多数の支流一族を配して武蔵国の広範囲に勢力を拡大した。しかし武蔵平一揆で惣領家は衰退し、戦国時代になると江戸氏は江戸を太田道灌に明け渡して喜多見に移り、その後は後北条氏に属して世田谷城主吉良氏に仕えた。 しかし、天正18年（1590年）の豊臣秀吉の小田原攻めの余波を受けて、世田谷城も攻撃され、吉良氏朝は下総に逃れた。 徳川家康が江戸に入ると、江戸勝忠(喜多見勝忠)は家康に仕え、喜多見の地を安堵された。そして、江戸氏を改めて、喜多見氏とした。勝忠は関ヶ原の戦い、大坂の陣に従軍した功績から元和元年（1615年）に近江国郡代となる。その後も摂津・和泉・河内の3ヶ国奉行を務め、後陽成院の葬礼を務めるなどの功績を挙げたことから、2,000石にまで加増された。 勝忠から数えて3代目喜多見重政は徳川綱吉の御側小姓にまで出世して2,000石、後には6,800石余を加増され、合計1万石の所領を領することとなり、諸侯に列した。さらに側用人にまでなっている。その後2万石の大名に列するようになり、喜多見藩を立藩、喜多見村慶元寺前に陣屋を構えた。重政は綱吉の「生類憐れみの令」による犬大支配役になったが、元禄2年（1689年）、突然改易され廃藩、藩主家としての喜多見氏は滅びた。喜多見重政改易の理由については、改易直前の元禄2年（1689年）1月3日、重政の従兄弟である旗本喜多見重治の屋敷にて重治と重治の妹の夫朝岡直国が喧嘩になり、重治が直国を殺害し、重治もその罪で斬首に処されるという事件が起こり、綱吉の心象を害したのが原因とも言われる。しかし重政改易と前後して多数の将軍側近が失脚している事実から、世田谷区立郷土資料館「喜多見氏と喜多見流茶道」にて指摘されたように、柳沢吉保による陰謀説を唱える向きもある。また同時代の山本常朝が重政を忠実至誠の武士として称賛していることから、改易の真因は、当初、理想主義的な施政として導入された生類憐れみの令が悪法化する兆しが見えてきたことに対して、重政が忠誠心から綱吉へ過失について何らかの指摘を行ったことが失脚に繋がったのではないかとも考えられる。いずれにせよ真相は不明である。重政の改易後、生類憐れみの令は急速に厳罰化、悪法化していく。
その後喜多見重政の子、北見忠政は松前藩士となっている。
旗本の喜多見重勝は義兄の佐久間実勝に茶道を学び、のちに父の勝忠と親しかった小堀政一に師事し、皆伝を受けた。両流派の茶道を学んだ重勝は、茶人としての技量を高く評価され、喜多見流茶道を創設するに至った。世田谷区成城3丁目のお茶屋坂は、彼の茶室があったことに由来し名づけられた。

## 喜多見氏系譜
太字は当主、実線は実子、点線は養子。